# جولي بيري
جولي بيري (بالإنجليزية: Julie Berry)‏ هي منتجة تلفزيونية أمريكية، ولدت في 15 ديسمبر 1980 في لويستون في الولايات المتحدة.